# Trimerotropis whitei
Trimerotropis whitei es una especie de saltamontes perteneciente a la familia Acrididae. Se encuentra en Norteamérica, específicamente en los estados de Utah y Arizona en Estados Unidos.

## Hábitat
Trimerotropis whitei habita en las dunas de arena.